# نیلی‌مگس‌گیرها
نیلی‌مگس‌گیرها (نام علمی: Niltava) نام یک سرده از تیره مگس‌گیران است.

## گونه‌ها
- مگس‌گیر نیلی فوجی (Niltava davidi)
- مگس‌گیر نیلی بزرگ (Niltava grandis)
- مگس‌گیر نیلی کوچک (Niltava macgrigoriae)
- مگس‌گیر نیلی ته‌حنایی (Niltava sumatrana)
- مگس‌گیر نیلی شکم‌حنایی (Niltava sundara)
- مگس‌گیر نیلی سرزنده (Niltava vivida)